# Aaron Jeffery
Aaron C. Jeffery (Howick, Auckland tartomány, Új-Zéland, 1970. augusztus 25. –) ausztrál színész.

## Élete
Új-Zélandon született, 17 évesen költözött Ausztráliába. 1993-ban végzett a National Institute of Dramatic Arton. Gyerekműsorokban kezdte pályáját, majd különböző ausztrál sorozatokban szerepelt. Két év szünetet tartott a filmezésben, miután egy zaklatója rátámadt. Egy eldugott farmon dolgozott, és teológiát tanult. 2001-ben tért vissza a színészkedéshez, Alex Ryan szerepére. 2001-től kezdve játszik a McLeod lányaiban, ami meghozta számára a sikert, többször is elnyerte alakításával a legjobb férfi színész díját Ausztráliában. A forgatások alatt megsérült egyszer, mikor egy kőbányában forgattak kisebb kőomlás esett a fejére.
Gawlerben, Dél-Ausztráliában élt feleségével, Melinda Medichcsel, akivel 2003-ban házasodott össze, de 2005 végén elhidegültek és elváltak. Egy lánya van, Ella-Blu, aki 2003 augusztusában született. Rövid románca volt a sorozatban Fionát alakító Michelle Langstone-nal, de szakítottak, mikor Sydneybe költözött, hogy közelebb legyen lányához. Vett egy birtokot Új-Zélandon, közel a forgatási helyszínhez.
Bejelentette távozását a McLeod lányaiból, mivel a sorozat új irányt vett, és nem értett egyet vele. Utolsóként távozik a sorozatból az eredeti szereplők közül.

## Díjai
Az ausztrál Logie-díj-on:
- nyert: 2004, Legjobb színész
- jelölt volt: 2005, Legjobb színész
- jelölt volt: 2006, Legjobb színész
- nyert: 2007, Legjobb színész

## Munkái
| év         | film                           | szerepe               |
| ---------- | ------------------------------ | --------------------- |
| 1993.      | Ship to Shore                  | gyerekműsor           |
| 1994.      | The Damnation of Harvey McHugh | Brandon               |
| 1995.      | Fire                           | Richard 'Banjo' Gates |
| 1995.      | Blue Murder                    | Bobby Williams        |
| 1998.      | Wildside                       | Walter Chowdrey       |
| 1998.      | The Interview                  | Wayne Prior           |
| 1996-1998. | Water Rats                     | Terry Watson          |
| 1999.      | Strange Planet                 | Joel                  |
| 2000.      | Murder Call                    | Rory Simmons          |
| 2001-2008. | McLeod lányai                  | Alex Ryan             |
| 2007.      | Outrageous Fortune             | Gary Savage           |
| 2008.      | Beautiful                      | Alan Hobson           |